# Mario Fortunato
Mario Fortunato, né en 1905 et mort le 10 janvier 1970 à Buenos Aires, est un footballeur international et entraîneur argentin.
Fortunato réalise une partie de sa carrière à Boca Juniors, avec lequel il remporte un championnat d'Argentine comme joueur, puis quatre championnats (dont trois professionnels) comme entraîneur.

## Carrière

### Joueur
Fortunato fait ses débuts sous le maillot de Sportivo Barracas, où ses performances comme milieu de terrain ou ailier gauche lui valent de connaître sa première sélection en équipe nationale en 1923, année où son équipe termine troisième du championnat. L'année suivante, il quitte son club et porte les maillots de CA Huracán et Argentino del Sud. Il signe à Boca Juniors en 1925, au retour de l’équipe de sa tournée européenne. Il remporte l'année suivante le championnat d'Argentine et le titre de meilleur joueur argentin. 
En parallèle, il devient titulaire en équipe nationale, avec laquelle il participe à la Copa América en 1924, 1925 et 1926. Il remporte la deuxième des trois éditions, et termine deuxième des deux autres.
Il se blesse gravement en début d'année 1927 au genou, ce qui met fin à sa carrière au plus haut niveau. Il rejoue quelques matchs en équipe première en septembre-octobre 1929, avant de prendre définitivement sa retraite sportive.

### Entraîneur
Fortunato fait ses débuts d'entraîneur à Boca Juniors, dont il devient le premier coach appointé en 1930, à 26 ans. Il mène l'équipe de la Boca à quatre titres de champion en six saisons, dont le premier de l’ère professionnelle du championnat d'Argentine en 1931, puis deux nouveaux titres en 1934 et 1935.
Fortunato quitte les Xeneizes en 1936 et entame une longue carrière d'entraîneur, qui l'emmène à plusieurs reprises au Ferro Carril Oeste, au Racing, Chacarita Juniors ou encore à Botafogo au Brésil. En 1942, 1950 et 1954, il mène respectivement Rosario Central, le Club Atlético Lanús et Estudiantes de La Plata au titre de champion de deuxième division d'Argentine.
Fortunato revient également à deux reprises (en 1946 et 1956) dans le club de ses débuts, de sorte qu'il y totalise finalement 351 matchs comme entraîneurs, pour un bilan 226 victoires et 68 défaites.